# Солдат-чародей
Солдат-чародей (укр. Москаль-чарівник, дословно «Москаль-волшебник») — одноактная пьеса Ивана Петровича Котляревского, написанная в 1819 году. Впервые опубликована в журнале «Украинскій Альманахъ» в 1841 году в Москве И. И. Срезневским.
По жанровым признакам пьеса приближается к водевилю, хотя сам писатель назвал её «оперой малороссийской в одном действии». «Солдат-чародей», как и его «Наталка Полтавка», своими драматургическим приёмами, идейно-тематическими тенденциями близка к комическим операм конца XVIII — начала XIX веков. Кроме того, своей пьесой Котляревский преследовал не только развлекательные, но и воспитательные морализаторские цели.
При создании пьесы драматург опирался на художественный опыт французской, русской, украинской литератур. Народное творчество — анекдоты, легенды, рассказы — всегда привлекало внимание писателя.
Социально-бытовой конфликт, положенный в основу «Солдата-чародея», нашёл своё отражение во многих народных песнях и анекдотах, однако для традиционного сюжета про неверную жену Котляревский нашёл новую, оригинальную трактовку: вместо образов жены-изменницы и её полоумного мужа драматург создал образ верных супругов.

## Персонажи
- Лихой — солдат
- Михайло Чупрун — простоватый, доверчивый муж
- Татьяна Чупрун — «неверная» жена, умная, хитрая, красивая, кропотливая, но с характером
- Каленик Кононович Финтик — писарь из города, поклонник-неудачник

## Сюжет
Татьяна — легкомысленная женщина, к которой в отсутствие мужа зачастил чиновник-канцелярист Финтик, она даже приглашает его к себе на «Копчёную колбасу, запечённую курицу и бутылку оковитой». Как выясняется позже, делает она это с определёнными намерениями — проучить избалованного ухажёра.
Финтик — носитель чуждых простому народу обычаев. Получив некоторое образование в городе, этот невежда гордится своей «грамотностью», стыдится своего «мужицкого» происхождения, не может «без стыда и не покрасневши называть матушкой просто одетую старуху» — родную мать. Лакейская «цивилизация» Финтика проявляется и в его пренебрежительном отношении к народным песням; она прекрасно передана и речевой характеристикой. Язык Финтика пересыпан канцеляризмами, искажениями, смесью украинских и русских слов.
Татьяна отчитывает Финтика за недостойное поведение, бездушие, его высокомерное отношение к своей матери. Появляющийся в доме Татьяны солдат своим мнимым строгим видом хочет запугать хозяйку дома. Но это не удается «служивому»; Татьяна развенчивает его тщеславие, несколько пренебрежительное отношение к «мужикам». Ведь и ты мужиком был, пока тебе лоб не выбрили и мундир не натянули на плечи, — иронично обращается Татьяна к солдату. — Если бы я не женщиной была, может была лучшим солдатом, чем ты. "
Но однажды муж Татьяны неожиданно возвращается из поездки. Она уговаривает Финтика прятаться за печь, сама же идёт встречать мужа. Неожиданно в хату приходит выпивший солдат. Он начинает насмехаться над хозяевами, хитростью и обманом убеждает их, что способен на чудеса и чародейство…
Раскрывая характеры простых людей — носителей здорового начала, Котляревский убедительно доказывает превосходство народной морали над моралью господ и чиновников. Этим «Солдат-чародей» приближается к «Наталке Полтавке».
Водевиль богат песнями: «Больно сердцу мила друга не иметь», «Був в мене мужичок з кулачок», «З того часу, як женився», «Меня зовут Лихой», «Ой, не відтіль вітер віє, відкіль мені треба», «Ой, служивий, ой, служивий, не тобі питати», «Ой, був та нема, та поїхав до млина», «Тобою восхищённый», «Треба любо з людьми жити». В целом в водевиль введено двенадцать песенных номеров. Песня «Ой, був та нема, та поїхав до млина» фигурирует также и в «Простаке»  В. Гоголя.

## Дальнейшая судьба в культуре
Впервые пьеса была поставлена на сцене Полтавского вольного театра. В 1820-х годах «Наталка Полтавка» и «Солдат-чародей» с огромным успехом прошли в Санкт-Петербурге в Александринском театре и в московском Малом театре.
Большую популярность пьесам Котляревского «Наталка Полтавка» и «Солдат-чародей» на украинской и русской сценах в первой половине XIX века способствовало участие в этих спектаклях М. С. Щепкина. Своим жизненно правдивым исполнением ролей Макогоненка и Чупруна талантливый актёр не только способствовал небывалому успеху на театральной сцене этих первых произведений украинской национальной драматургии, но и помогал российскому зрителю глубже познать Украину, её народ, быт и обычаи.
Пионеры украинского кино 1910-х годов предпочитали экранизации популярных местных спектаклей, таких как «Москаль-волшебник», который стал одним из первых немых игровых фильмов Украины. В 1995 году на киностудии им. А. Довженко был снят новый фильм «Солдат-чародей», где в главных ролях снялись Богдан Бенюк (Лихой), Руслана Писанка (Татьяна) и Александр Бондаренко (Чупрун).